# Dragon déchu
Dragon déchu (titre original : Fallen Dragon) est un roman de space opera de Peter F. Hamilton publié en 2001. 

## Résumé
Au XXIVe siècle, à l’aide de la technologie des trous de vers, l’humanité a colonisé plusieurs dizaines de systèmes planétaires, dans un rayon d'une centaine d'années-lumière autour de la Terre. Les voyages intersidéraux coûtant très chers, ceux-ci sont devenus le monopole de grandes compagnies. Mais ces compagnies ne retrouvant pas de bénéfice dans la colonisation, le commerce interstellaire étant pénalisé par les coûts prohibitifs des voyages, la colonisation est arrêtée dès 2285.
En cette fin du XXIVe siècle, les compagnies, comme la compagnie Sino-Australienne Z-B, Zantiu-Braun, procèdent à des opérations de « retour sur investissement », consistant en des expéditions militaires de pillage plus ou moins légal sur les planètes colonisées.
Sur la planète Amethi, Lawrence Newton, adolescent et fils d’un des principaux personnages de la planète, ne rêve que de devenir capitaine de vaisseau spatial. Après une trahison qui le hantera toute sa vie, il s’enfuit de son monde natal à la poursuite de son rêve.
Vingt ans plus tard, il est devenu sergent de Zantiu-Braun, ayant échoué à devenir pilote de vaisseau.
Devenu cynique au fil des ans, Lawrence décide de profiter de ce qui est sa seconde mission sur la planète Thallspring pour réaliser son propre retour sur investissement, en exploitant une richesse ignorée de la société.
Cependant, la campagne sur Thallspring se passe beaucoup moins bien que prévu pour Zantiu-Braun, et Lawrence se retrouve impliqué dans un conflit entre deux groupes antagonistes.

## Les mondes
- La Terre : ravagée par la pollution industrielle au XXIe siècle, la Terre a été réhabilitée au XXIIIe siècle par l'apport économique de l'expansion spatiale et la fin de l'agriculture, remplacée par des cultures de levures, libérant les terres pour le reboisement.
- Thallspring : planète faisant objet de la prochaine opération de retour sur investissement de Z-B.
- Amethi : planète natale de Lawrence Newton, au climat glaciaire, en cours de terraformation depuis 2140.
- Santa Chico : planète où les colons ont décidé d'adopter des mutations génétiques permettant de s'adapter à la jungle recouvrant la planète, plutôt que d'essayer de la terraformer. Santa Chico est célèbre pour avoir mis en échec l'opération de retour sur investissement de Z-B.

## Les personnages
- Lawrence Newton : fils d'un riche entrepreneur d'Amethi, Lawrence, passionné d'espace, fuit le domicile familial et s'engage dans Z-B. pour tenter de devenir pilote de vaisseau
- Roselyn O'Keef : premier amour de Lawrence Newton adolescent sur Amethi
- Simon Roderick : administrateur de Zantiu-Braun.
- Joona Beaumont : militante écossaise anti Z-B
- Denise Ebourn : institutrice provinciale de Thallspring, chef de la résistance.
- Josep Raichura : moniteur de plongée, membre de la résistance de Thallspring.
- Vinnie Carlton : ami de Lawrence Newton adolescent qui lui remettra le logiciel pirate Apogée.
- Mozark : Prince de légende de l'Empire de l'Anneau, un milliard d'années avant notre ère.

## Les technologies
- Les combinaisons dermiques. (skin): combinaisons protectrices ultra-résistantes et bourrées d'armes permettant aux soldats des commandos de Z-B d'être pratiquement invulnérables.
- Interface neurale directe (Neural Direct Interface) : ensemble d'implants permettant d'afficher directement dans le champ visuel des informations diverses, en couleur violet afin de ne pas gêner la vision naturelle
- Apogée (Prime en anglais) : logiciel quasi-sentient, capable de subvertir à peu près n'importe quel logiciel